# Aleksandrs Mirskis
Aleksandrs Mirskis, ros. Александр Мирский, trb. Aleksandr Mirski (ur. 20 marca 1964 w Wilnie) – łotewski inżynier i polityk rosyjsko-żydowskiego pochodzenia, autor i wykonawca piosenek, poseł na Sejm, deputowany do Parlamentu Europejskiego VII kadencji.

## Życiorys
W 1986 ukończył studia w Kowieńskim Instytucie Politechnicznym ze specjalnością w zakresie gospodarki wodnej. Pracował jako inżynier budownictwa i dyrektor przedsiębiorstw budowlanych. Od 2001 do 2005 pełnił funkcję doradcy burmistrza Rygi. W 2006 został wybrany do Sejmu z listy Centrum Zgody. W 2009 jako jedyny przedstawiciel Sejmu Łotwy uczestniczył w misji rozpoznawczej w Abchazji i Osetii Południowej na zaproszenie ambasadora rosyjskiego.
W wyborach w 2009 z powodzeniem zawalczył o wybór na posła do Parlamentu Europejskiego. Kandydował z ramienia Centrum Zgody jako przedstawiciel Partii Zgody Narodowej. W PE przystąpił do grupy Postępowego Sojuszu Socjalistów i Demokratów, a także do Komisji Spraw Zagranicznych. W 2010 wystąpił z Centrum Zgody. Na przełomie 2012 i 2013 związał się z partią „Alternative”. W lutym 2013 został członkiem jej rady. W wyborach europejskich w 2014 bez powodzenia ubiegał się o reelekcję, kandydując z ramienia partii „Alternative”.

## Życie prywatne
Jest autorem i wykonawcą piosenek, nagrał kilka albumów (m.in. Sieryj moj gorod w 1999, Na drugom bieriegu w 2000, Lubimomu gorodu poswiaszczajetsia w 2001 i Ty pobiedisz! w 2005). Zajmuje się sportem (m.in. spadochroniarstwem), jest mistrzem w szermierce. Zasiadł we władzach towarzystwa sportowego „Militāro izpletņlēcēju asociācija”. Oprócz języka ojczystego (rosyjskiego) mówi w stopniu średnio zaawansowanym w języku łotewskim, litewskim i angielskim. Żonaty, ma dwoje dzieci.